# پکسون (آلاسکا)
پکسون (به انگلیسی: Paxson) شهرکی در ناحیه سرشماری والدز-کوردووا، آلاسکا ایالت آلاسکا است که جمعیت آن در سرشماری سال ۲۰۰۰ میلادی ۴۳ نفر بوده‌است.